# Henryk Ittar

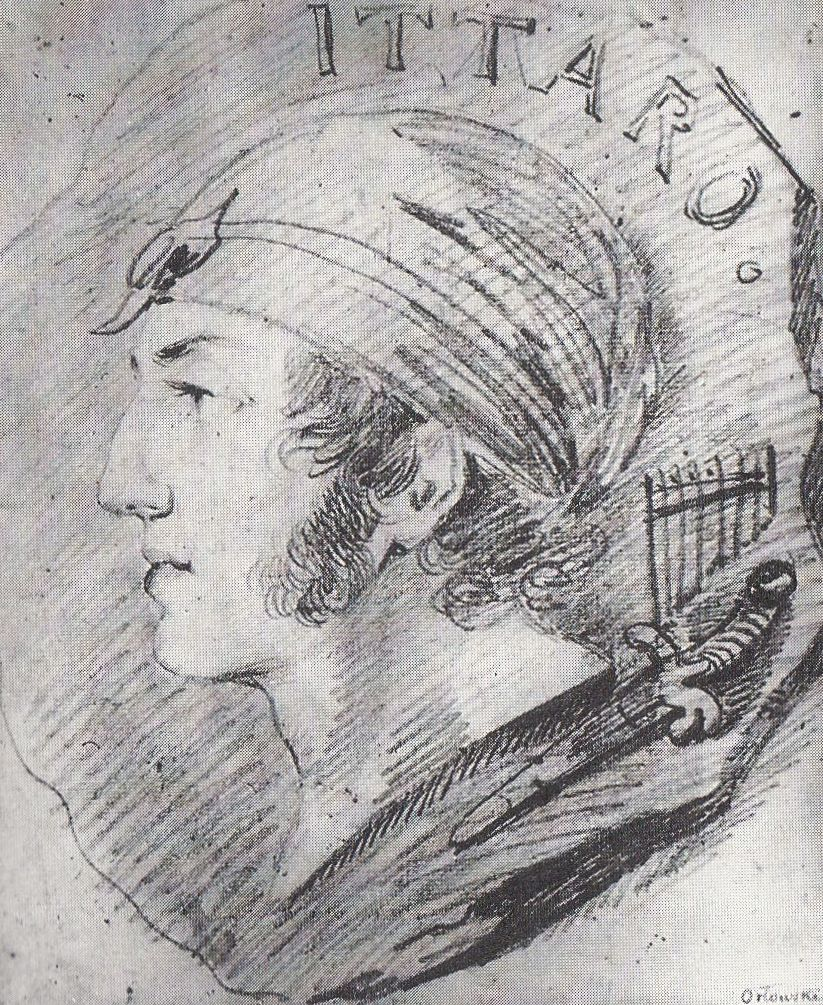
Aleksander Orłowski: Henryk Ittar (um 1800).

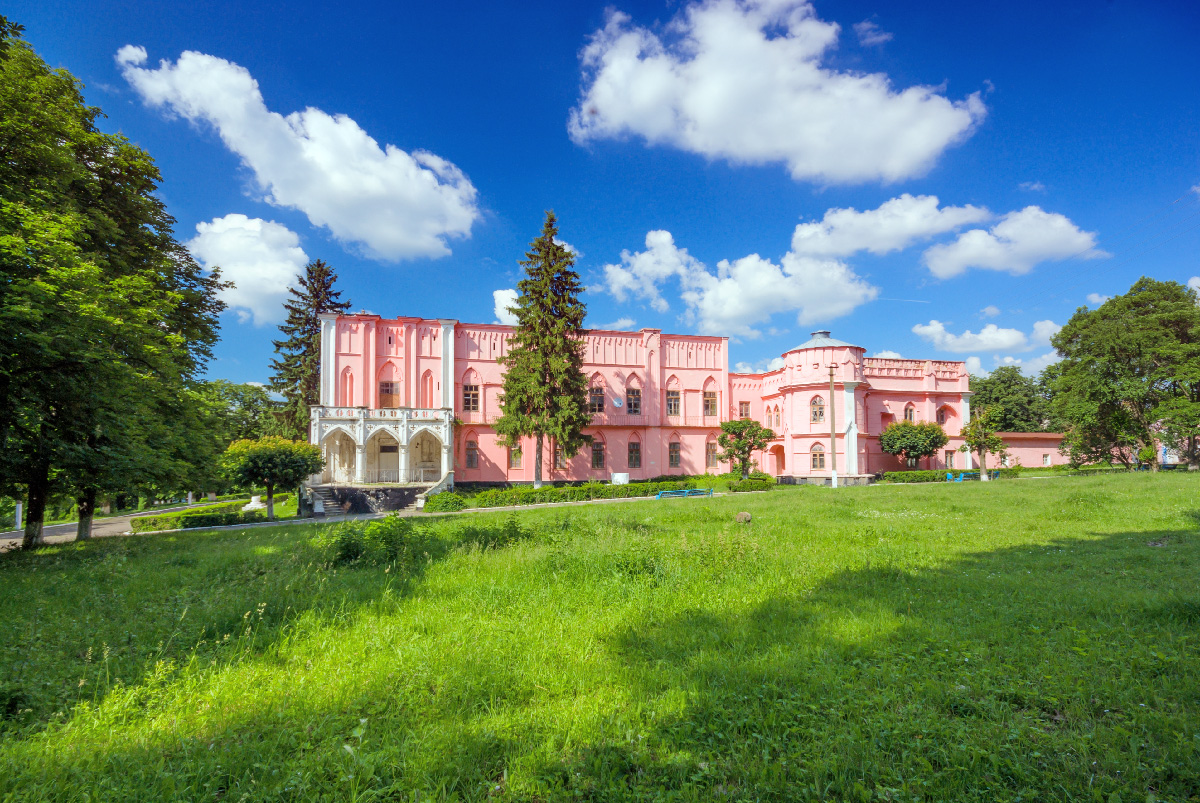
Henryk Ittar: Witosławski-Schloss in Tschernjatyn, Podolien (Ukraine).

Henryk,  italienisch Enrico Ittar (* 1773 in Catania, Sizilien; † um 1850 bei Dubno, Ukraine) war ein polnisch-italienischer Architekt. Er arbeitete unter anderen für die Magnatenfamilien Radziwiłł und Zamoyski.
Seine Eltern waren der in Catania und Valletta tätige polnische Architekt Stefano Ittar (1724–1790) und die Catanier Architektentochter Rosaria geborene Battaglia. Zu den Werken des Vaters zählen die Porta Garibaldi, die Fassade der Collegiata, die Piazza Dante und die Kuppel von San Nicolò l’Arena in Catania sowie die Nationalbibliothek in Valletta. Ittars ältester Bruder Sebastiano Ittar (1768–1847) begleitete Lord Elgin nach Griechenland und wirkte auf Sizilien und Malta als Architekt und Kartograf.
Henryk Ittar soll über Rom nach Polen gekommen sein, wo ihm zahlreiche Projekte und Bauwerke zugeschrieben werden. So entwarf er für die Stadt Poznań ein nicht ausgeführtes Theater und für den Landschaftsgarten Arkadia von Helena Radziwiłłowa (1853–1821) bei Łowicz das „Grab der Illusionen“, das „Hippodrom“ und das „Amphitheater“. Für Stanisław Kostka Zamoyski (1775–1856) arbeitete er an dessen Schlössern in Zamość und Klemensów (bei Szczebrzeszyn). Ab 1805 unterrichtete er am königlichen Lyzeum in Zamość. Später wirkte er in Wolhynien, der Heimat seines Vaters.
Sein Bruder Benedykt, italienisch Benedetto Ittar (1778–1858), der mit ihm nach Zamość kam, war Maler und Graveur.